# Casa d'empenyorament

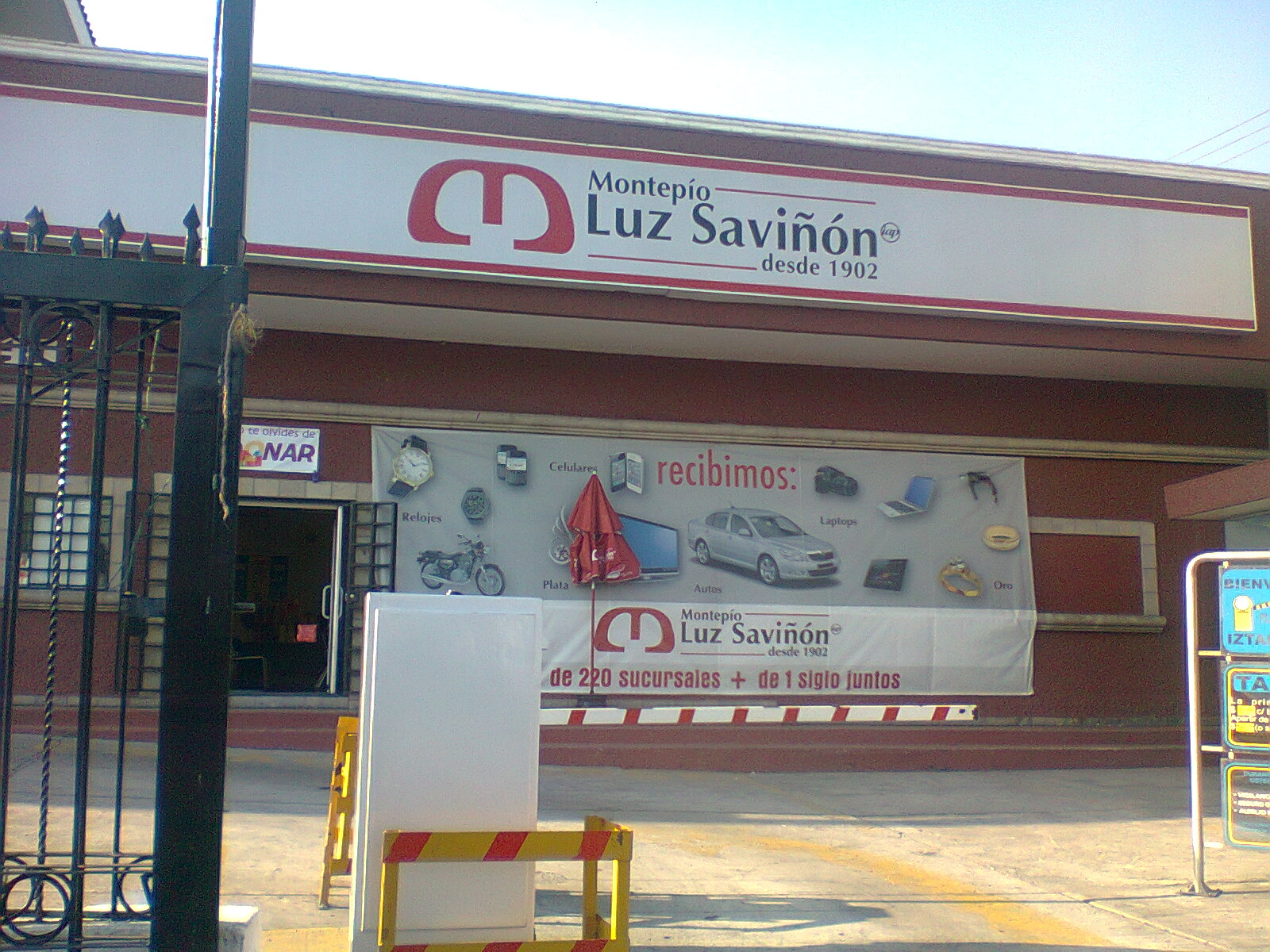
Sucursal Ermita, Rojo Gómez.

Una casa d'empenyorament és una institució que presta diners de manera immediata als seus clients, i ho fa mitjançant préstecs amb penyora. Generalment estan enfocades a la població amb ingressos baixos.
Cal anar a una d'aquestes empreses comercials amb algun bé de valor, com ara joies i rellotges d'or o plata, aparells electrònics com televisors, pantalles, consoles de videojocs, monedes antigues, automòbils, hipoteques, entre d'altres. Els béns que s'empenyoren depenen del que accepti la casa on es vagi.

## Mecanisme

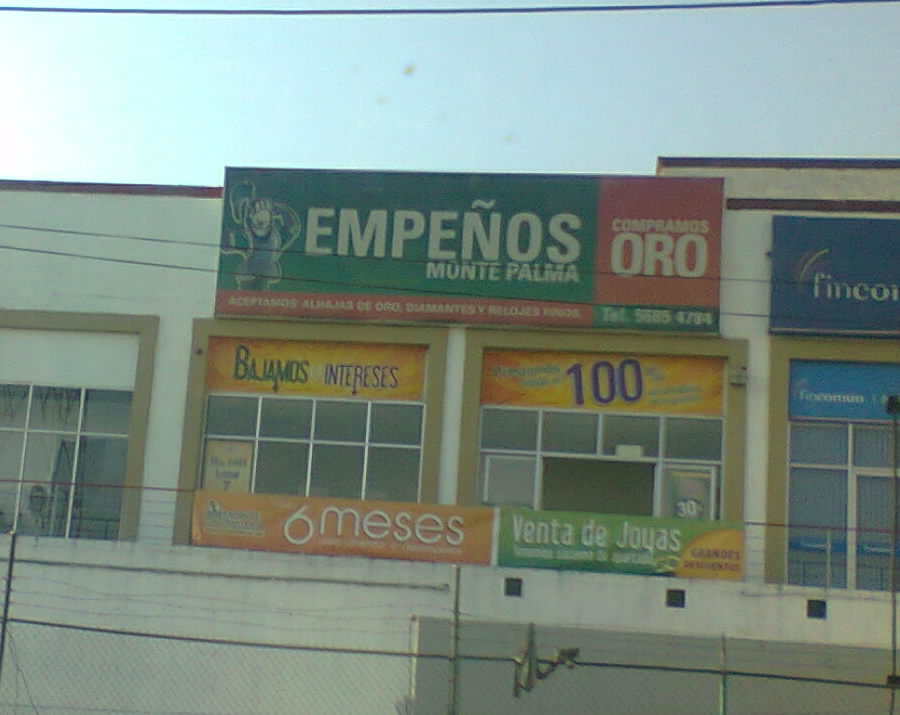
Calçada Ermita Iztapalapa

Són considerades com una opció de préstec ràpid, ja que el mecanisme és el següent:
- Es va a una sucursal.
- Es presenta una identificació oficial (cal ser major d'edat).
- Es presenta el bé a empenyorar i la casa fa una avaluació del mateix per tal de determinar el montant del préstec.
- S'informa a linteressat les condicions del préstec, és a dir, de les dates i formes de pagament periòdic i pagament final, així com la taxa dinterès que s'establirà. Se li aclareix sota quines condicions pot recuperar el seu bé (en aquest cas cal identificar-se, pagar la quantitat donada com préstec inicialment, més els interessos i el cost d'emmagatzematge) i sota quines condicions el pot perdre definitivament. Finalment se signa un contracte on queda establert tot això per escrit.
- Es crea una butlleta de pagament, que moltes vegades és una còpia del mateix contracte, i se li lliura a l'interessat la quantitat de diners en efectiu pactada.

## Història

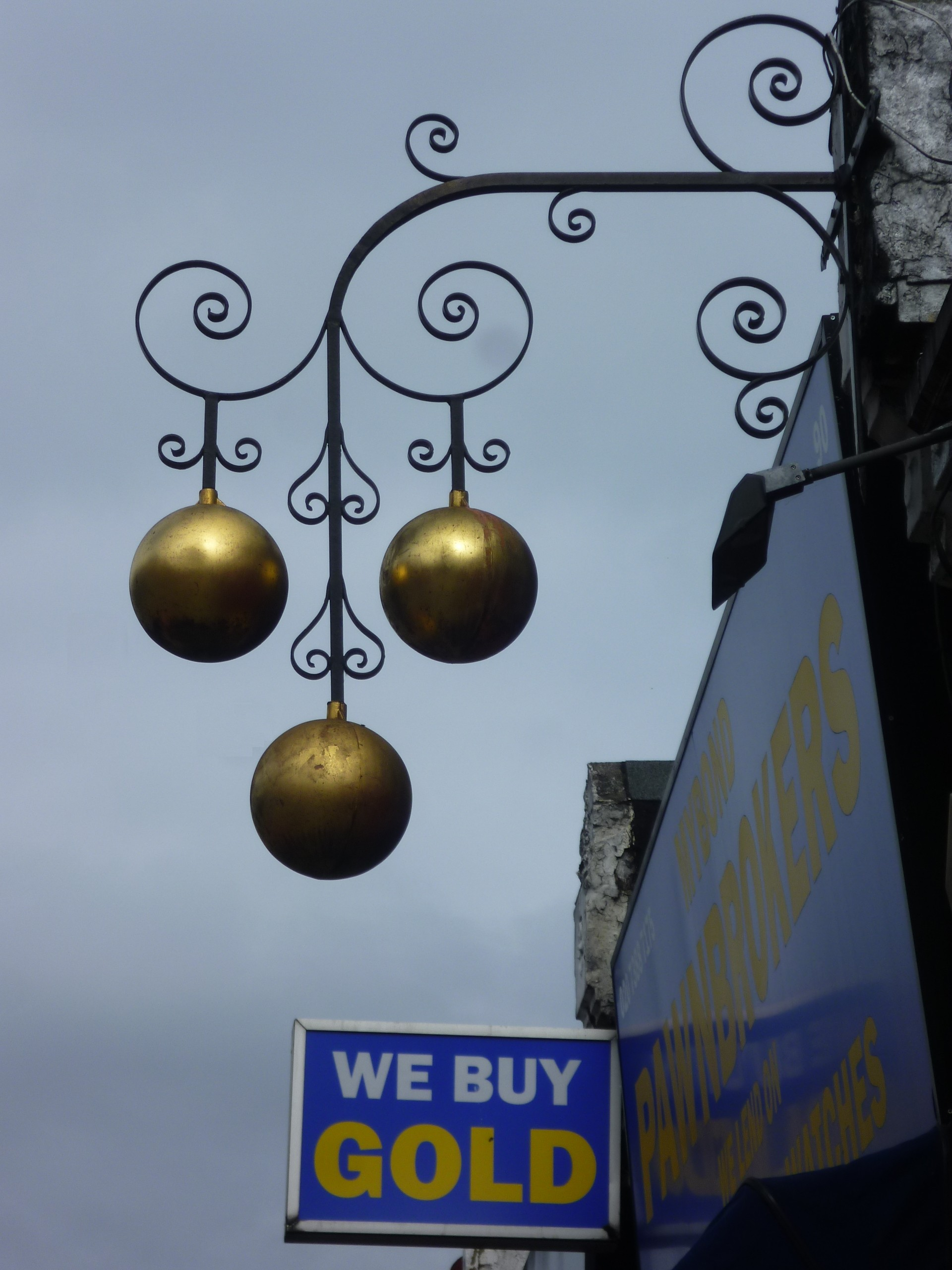
Una botiga de Londres mostra el rètol tradicional d'empenyorador.

Les cases d'empenyorament han operat durant bastants segles tant a orient com a occident, variant en la seva forma d'operació així com la seva fundació i estatuts sota els quals es regeixen.
Els orígens de les cases d'empenyorament tenen les seves arrels a l'antiga Xina fa uns 3.000 anys. Els prestadors d'empenyorament, sovint treballant de manera independent, oferien crèdit a curt termini als camperols. Aquesta tendència va continuar fins que les civilitzacions de l'antiga Grècia i Roma van fer que aquest concepte fos més corrent.
A Occident, l'empenyorament existia a l'antic imperis grec i romà. La major part del dret occidental contemporani sobre el tema es deriva de la jurisprudència romana. A mesura que l'imperi va estendre la seva cultura, el penyora va acompanyar-lo. Així mateix, a Orient, el model de negoci va existir a la Xina fa 1.500 anys als monestirs budistes no diferents dels actuals, a través de les èpoques estrictament regulades per autoritats imperials o altres.
Malgrat les primeres prohibicions de l'Església Catòlica Romana de cobrar interessos sobre els préstecs, hi ha algunes proves que els franciscans tenien permís per començar la pràctica com a ajuda als pobres. El 1338, Eduard III va empenyar les seves joies per recaptar diners per a la seva guerra amb França. El rei Enric V va fer el mateix el 1415. Els llombards no eren una classe popular, i Enric VII els va molestar molt. El 1603 es va aprovar una Llei contra els corredors i va romandre en el llibre d'estatuts fins al 1872. Estava dirigit als molts corredors de falsificacions de Londres. Evidentment, aquest tipus de corredor es considerava una tanca
Una casa d'empenyorament també pot ser una organització benèfica. El 1450, Barnaba Manassei, un frare franciscà, va iniciar el moviment Monte di Pietà a Perusa, Itàlia. Va proporcionar assistència financera en forma de préstecs sense interessos garantits amb articles empenyits. En comptes d'interès, el Monte di Pietà va instar els prestataris a fer donacions a l'Església. Es va estendre per Itàlia, després per altres parts d'Europa. La primera organització Monte de Piedad d'Espanya es va fundar a Madrid, i des d'allà la idea va ser traslladada a Nova Espanya per Pedro Romero de Terreros, comte de Santa Maria de Regla i cavaller de Calatrava. La Nacional Monte de Piedad és una institució benèfica i una casa d'empenyorament l'oficina principal de la qual es troba al costat del Zócalo, o plaça principal de la Ciutat de Mèxic. Va ser establert entre 1774 i 1777 per Pedro Romero de Terreros com a part d'un moviment per oferir préstecs sense interessos o amb interessos baixos als pobres. Va ser reconeguda com a entitat benèfica nacional l'any 1927 pel govern mexicà. Avui és una institució de ràpid creixement amb més de 152 oficines a tot Mèxic i amb plans per obrir una sucursal a cada ciutat mexicana.